# NGC 2145
NGC 2145 (również ESO 57-SC52) – gromada otwarta, znajdująca się w gwiazdozbiorze Góry Stołowej. Należy do Wielkiego Obłoku Magellana. Odkrył ją John Herschel 12 listopada 1836 roku.